# Cayo Hueso, La Habana
Cayo Hueso es un consejo popular (barrio) del municipio Centro Habana, La Habana, Cuba. Era un barrio tradicionalmente obrero, poblado por afrocubanos, y en la actualidad es conocido por sus numerosos lugares de interés cultural, como el Callejón de Hamel, el Museo Fragua Martiana y el Parque de los Mártires Universitarios.
Aunque hoy Cayo Hueso se considera parte de Centro Habana, originalmente formaba parte del Barrio San Lázaro, zona delimitada por la calle Infanta al oeste, la calle Zanja al sur, la calle Belascoáin al este y el Golfo de México al norte. Cayo Hueso fue declarado barrio el 26 de julio de 1912 y pasó a formar parte de Centro Habana al establecerse en 1963.

## Historia

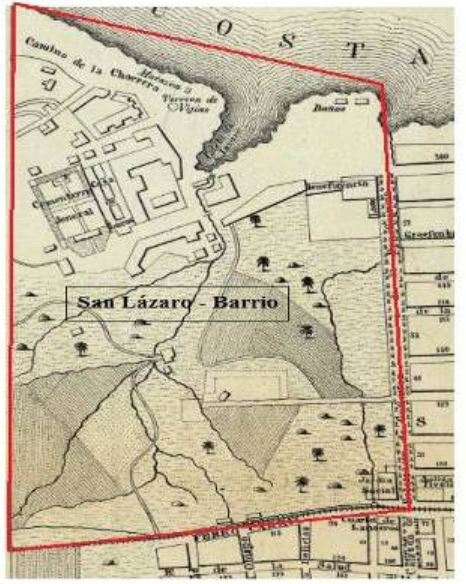
Mapa del barrio de San Lázaro, 1855.

El asentamiento más antiguo en la actual zona de Cayo Hueso se remonta a la segunda mitad del siglo XVI, tras el incendio de La Habana por el pirata francés Jacques de Sores. No fue hasta 1912 cuando la zona fue reconocida oficialmente como el barrio de Cayo Hueso. Su nombre, que significa "cayo de huesos", se debe a que allí se ubicaba el Cementerio de Espada, que fue demolido en 1908. Entre las instituciones más antiguas de la zona se encontraban el leprosario (demolido en 1916), el orfanato Casa de Beneficencia (reemplazado por el hospital Hermanos Ameijeiras), y el manicomio San Dionisio, que funcionó entre 1828 y 1860.  El asilo estaba ubicado entre el cementerio y el hospital de San Lázaro, y recibió el nombre del entonces gobernador de Cuba, Francisco Dionisio Vives.
Entre los lugares de interés moderno se encuentran el edificio Solimar, de estilo art decó, construido en 1944; la Casa Marina, un antiguo burdel; y el Museo Fragua Martiana, dedicado al "padre" de la nación cubana, José Martí. El museo ocupa el sitio de la antigua cantera de San Lázaro, donde estuvieron presos Martí y otros reos. El Convento e Iglesia del Carmen, una de las iglesias más grandes de La Habana, también se encuentra en Cayo Hueso. Cada año se realiza en la zona una marcha conocida como la Marcha de las Antorchas para celebrar el cumpleaños de Martí. El Parque de los Mártires Universitarios conmemora a los estudiantes universitarios caídos, que lucharon contra los regímenes de Machado y Batista.
Conocido sobre todo por ser un barrio de trabajadores afrodescendientes, Cayo Hueso ha sido objeto de varios planes de renovación. A partir de 1984, comenzaron a producirse una serie de mejoras generalizadas en muchos edificios de Cayo Hueso. En 1988, Cayo Hueso fue uno de los tres primeros barrios en participar en los Talleres de Transformación Integral de los Barrios. Entre 1995 y 1999 se desarrolló un proyecto de mejora de la salud urbana, conocido como Plan Cayo Hueso. Desde la década de 1990 se han llevado a cabo muchas iniciativas medioambientales en el barrio.

## Cultura
En Cayo Hueso hay diversos espacios culturales como el Callejón de Hamel, un callejón decorado desde 1990 por Salvador Gonzálesz Escalona, en el que se realizan periódicamente eventos como talleres y presentaciones de rumba. De manera similar, el Callejón del Poeta, dedicado al oscuro poeta alemán George Wearth, es sede de lecturas de poesía. En 1997 se celebró en Cayo Hueso la XIV edición del Festival Mundial de la Juventud y los Estudiantes.
Desde 1908, Cayo Hueso tiene su propia comparsa, conocida como Los Componedores de Batea.Este barrio es reconocido por ser cuna de importantes músicos cubanos, como los trompetistas Félix Chappottín y Mario Bauzá, las cantantes Omara Portuondo y Sara González Gómez, el percusionista Pedrito Martínez y la baterista Yissy García. En el barrio residieron otros músicos famosos, como Chano Pozo y Miguelito Valdés. En 1924 se formó los Jóvenes del Cayo, una banda en la que participarían Valdés y otros músicos exitosos de la zona. El movimiento filin se concentró en gran medida en Cayo Hueso, particularmente en una casa en el Callejón de Hamel, donde los trovadores Tirso y Ángel Díaz organizaron eventos con otros músicos influyentes como César Portillo de la Luz y José Antonio Méndez. También se formó en Cayo Hueso el grupo popular de los años 60 Los Zafiros, que continuó el estilo filin y fue dirigido por un exintegrante de los Jóvenes del Cayo, Néstor Milí.